# Polo aquático nos Jogos Olímpicos de Verão de 1932
O torneio de Pólo aquático nos Jogos Olímpicos de Verão de 1932 foi realizado em Los Angeles, Estados Unidos.
Após o jogo entre Brasil e Alemanha, os brasileiros foram desclassificados do torneio e todos as suas partidas anuladas. Hungria e Japão que deveriam enfrentar o Brasil após o incidente, ganharam as partidas por W.O.

## Masculino
| Ouro | Prata | Bronze |
| Hungria (HUN) György Bródy Sándor Ivády Márton Homonnai Olivér Halassy József Vértesy János Németh István Barta Alajos Keserű Miklós Sárkány Ferenc Keserű | Alemanha (GER) Erich Rademacher Fritz Gunst Otto Cordes Emil Benecke Heiko Schwartz Joachim Rademacher Hans Schulze Johann Eckstein | Estados Unidos (USA) Herbert Wildman Wallace O'Connor Cal Strong Philip Daubenspeck Charles McCallister Charles Finn Austin Clapprou |

### Fase única
| Equipe         | Pts | J | V | E | D | GP | GC |
| -------------- | --- | - | - | - | - | -- | -- |
| Hungria        | 6   | 3 | 3 | 0 | 0 | 30 | 2  |
| Alemanha       | 3   | 3 | 1 | 1 | 1 | 16 | 10 |
| Estados Unidos | 3   | 3 | 1 | 1 | 1 | 14 | 11 |
| Japão          | 0   | 3 | 0 | 0 | 3 | 0  | 37 |
| Brasil         | -   | - | - | - | - | -  | -  |

| Alemanha       | 2–6  | Hungria        |
| Estados Unidos | 6–1  | Brasil         |
| Japão          | 0–10 | Estados Unidos |
| Brasil         | 3–7  | Alemanha       |
| Hungria        | 17–0 | Japão          |
| Alemanha       | 4–4  | Estados Unidos |
| Hungria        | 7–0  | Estados Unidos |
| Japão          | W.O. | Brasil         |
| Alemanha       | 17–0 | Japão          |
| Hungria        | W.O. | Brasil         |